# Albrecht Penck Glacier
Albrecht Penck Glacier är en glaciär i Antarktis. Den ligger i Östantarktis. Nya Zeeland gör anspråk på området. Albrecht Penck Glacier ligger 210 meter över havet.
Terrängen runt Albrecht Penck Glacier är varierad. Trakten är obefolkad. Det finns inga samhällen i närheten.